# Eisbär
Der Eisbär (Ursus maritimus), auch Polarbär genannt, ist eine Raubtierart aus der Familie der Bären (Ursidae). Er lebt an den Küsten und auf dem Eis in den nördlichen Polarregionen und ist eng mit dem Braunbären verwandt. Neben Kamtschatkabären und Kodiakbären gelten Eisbären als die größten an Land lebenden Raubtiere der Erde. Da sie einen großen Teil ihres Lebens auf dem Meereseis verbringen und von marinen Ökosystemen abhängig sind, werden sie je nach Systematik auch als Meeressäuger eingeordnet.

## Merkmale und Eigenschaften

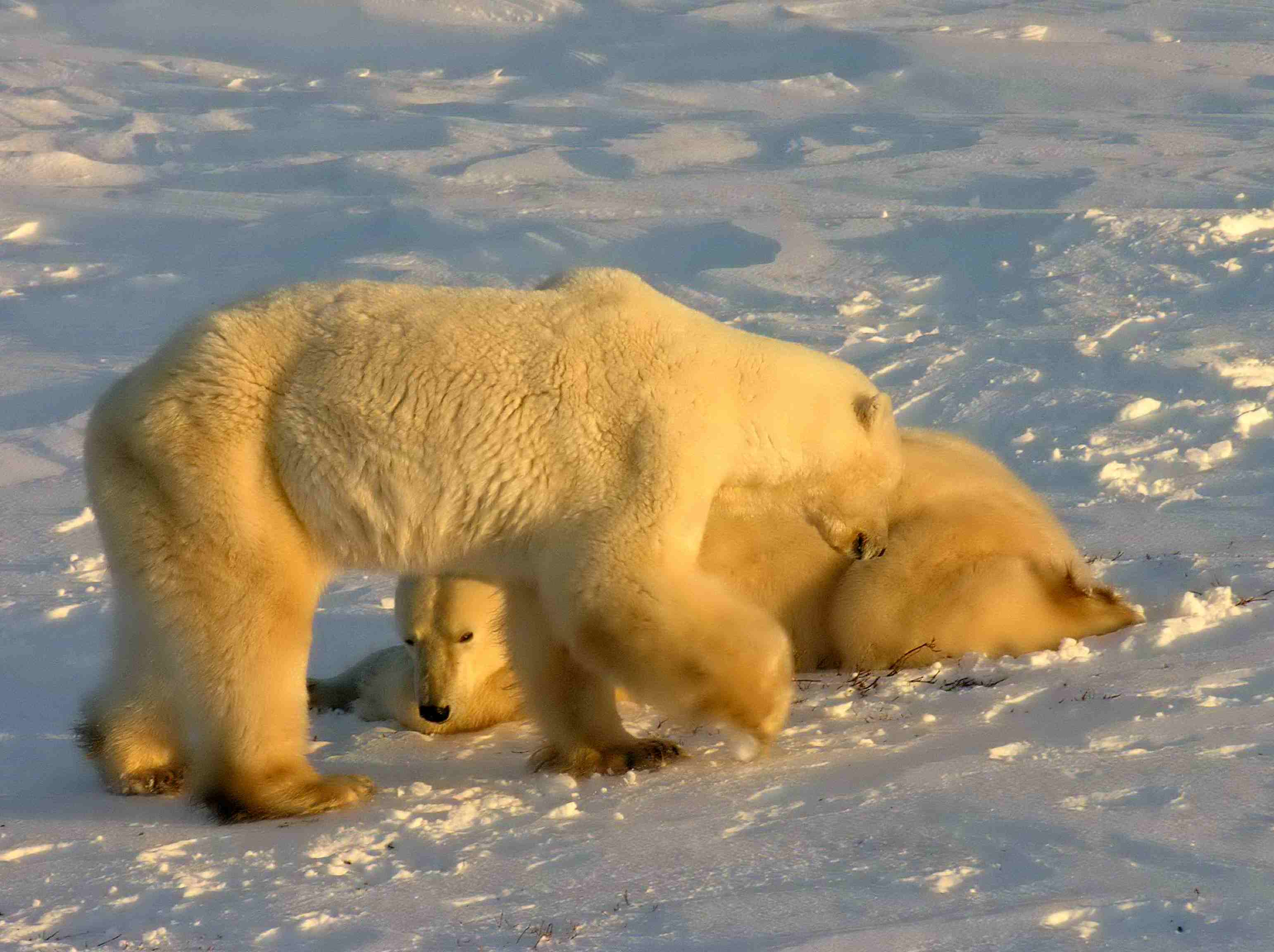
Eisbären am Cape Churchill im Wapusk-Nationalpark (Kanada)

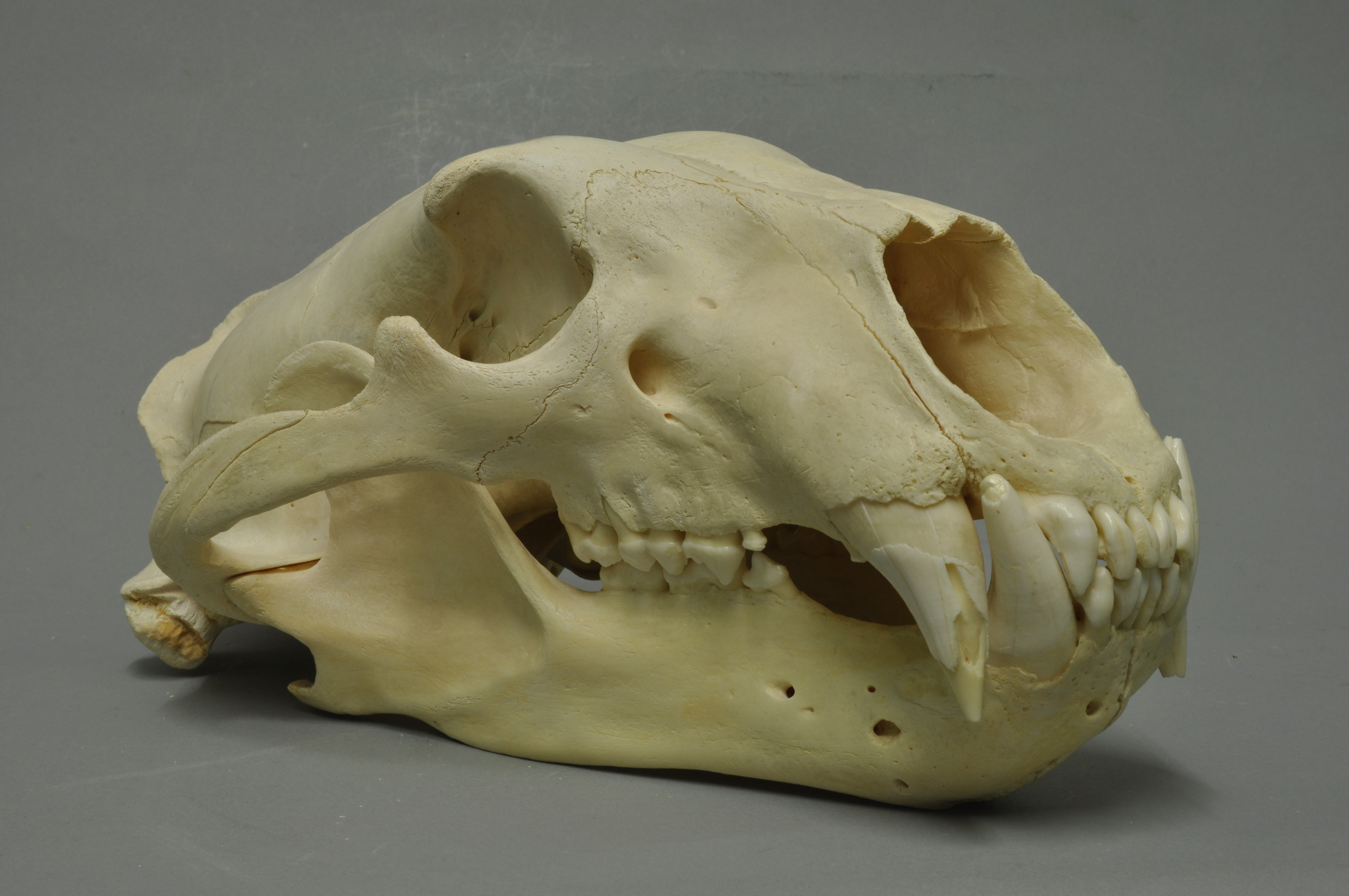
Schädel (Sammlung Museum Wiesbaden)

### Größe und Gewicht
Erwachsene männliche Eisbären erreichen eine Kopf-Rumpf-Länge von 2,00 bis 2,50 Metern, in Einzelfällen sogar von bis zu 3,40 Metern; die Schulterhöhe beträgt bis zu 1,60 Meter. Das Gewicht variiert gewöhnlich zwischen 420 und 500 Kilogramm. Bei Weibchen erreicht die Kopf-Rumpf-Länge 1,60 bis 2,50 Meter; das Körpergewicht liegt bei ihnen gewöhnlich zwischen 150 und 300 Kilogramm. Das Gewicht hängt wesentlich vom Ernährungszustand der Tiere ab: Im Sommer wiegen ausgehungerte Eisbären deutlich weniger als während der Zeit winterlicher Robbenjagd. Eine Rolle spielen auch regionale Größenunterschiede. Die kleinsten Tiere leben auf Spitzbergen und die größten in der Nähe der Beringstraße. Wie alle Bärenarten besitzen auch Eisbären nur einen Stummelschwanz von 7 bis 13 Zentimetern Länge.

### Fell und Haut

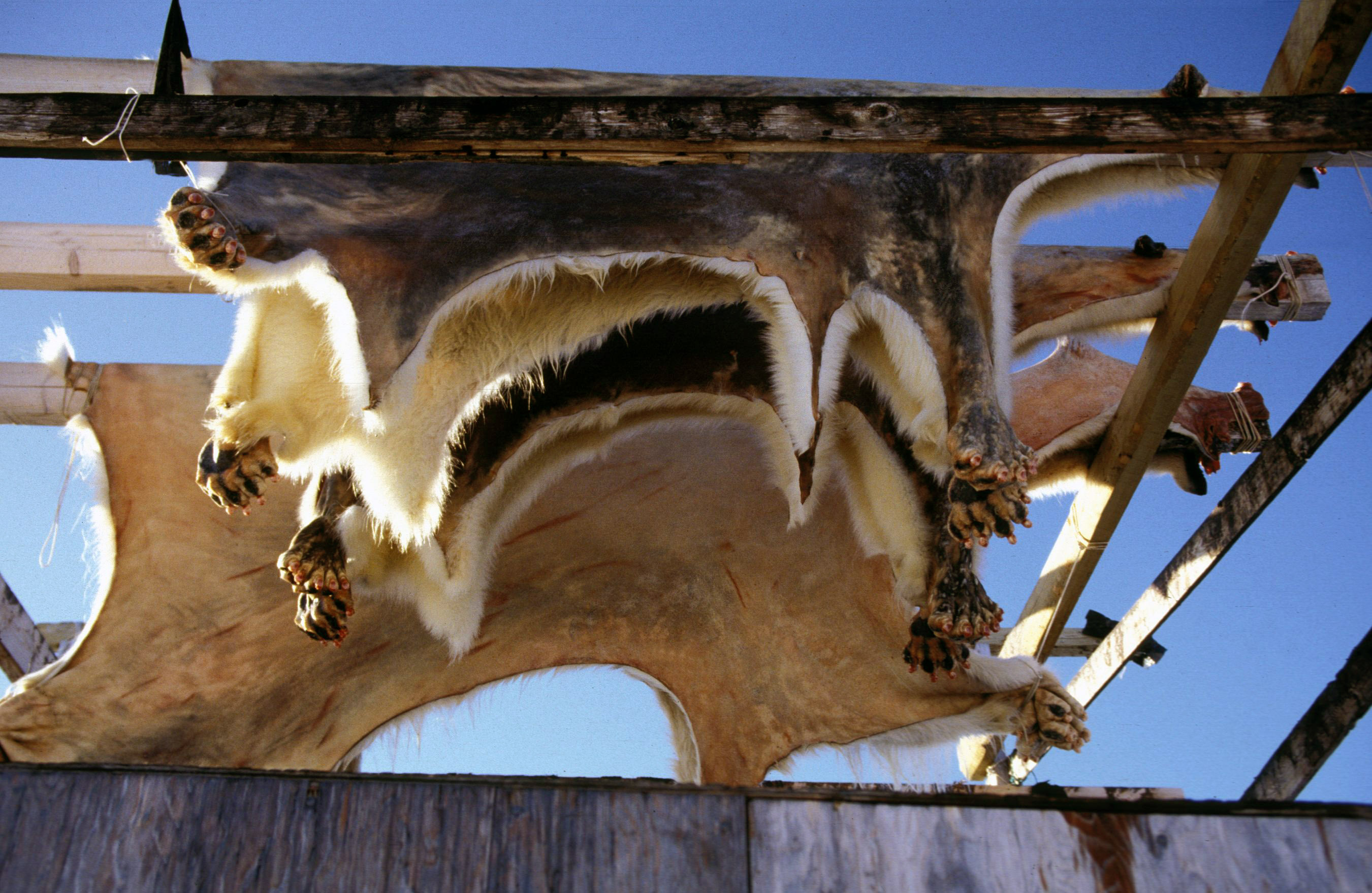
Felle gejagter Bären in Ittoqqortoormiit (NO Grönland)

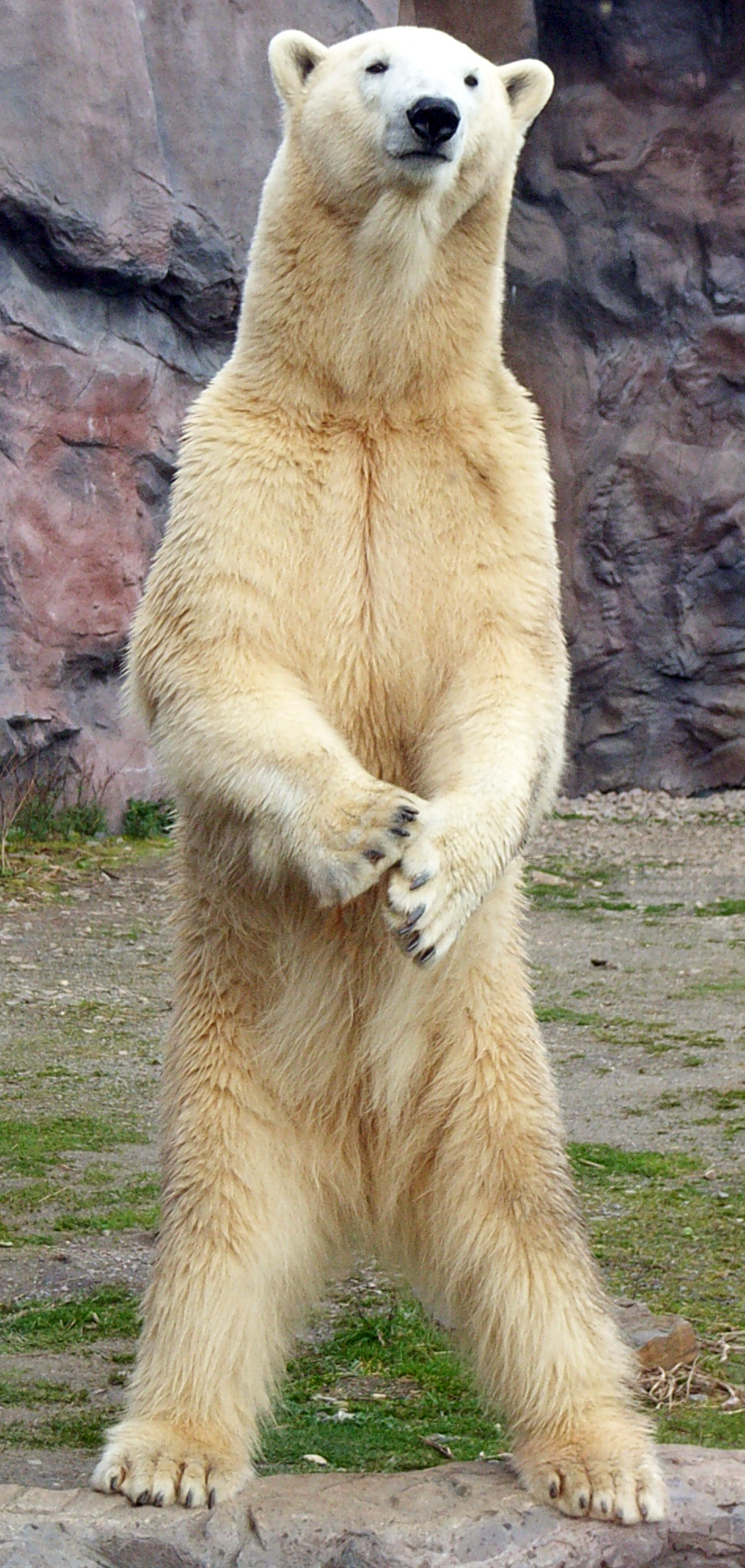
Aufgerichteter, auf den Hinterbeinen stehender Eisbär im ZOOM Gelsenkirchen

Das gelblich-weiße Eisbärfell stellt in eisigem Umfeld eine Wärmeisolation und Tarnung dar und besteht aus einer dichten Unterschicht und den äußeren Fellhaaren. Das Fell ist mit einer Schicht aus Talg überzogen – einem lipidbasierten Sekret, das aus einer Mischung von Triglyceriden, freien Fettsäuren, Wachsen und weiteren Lipiden besteht und von den Talgdrüsen ausgesondert wird. Dieser Eisbärentalg, der sich vom menschlichen Talg u. a. durch das Fehlen von Squalen unterscheidet, ist entscheidend dafür, dass das Fell der Eisbären nicht gefriert. Die hydrophoben Eigenschaften sorgen dafür, dass Wasser nicht dauerhaft an der Haaroberfläche haftet, sondern schnell abperlt oder verdunstet. Dadurch wird verhindert, dass sich ein stabiler Wasserfilm bildet, der als Ausgangspunkt für die Eisnukleation dienen könnte. Unter der bei ausgewachsenen Tieren schwarzen Haut (bei Babys ist sie noch rosa) befindet sich eine 5 bis 10 Zentimeter dicke Fettschicht. Die äußeren Fellhaare des Eisbären sind hohl und transparent, nicht weiß, was zusätzlich zur dicken Fettschicht für eine hervorragende Wärmedämmung sorgt. Außerdem erhöhen die Haare zusammen mit der Speckschicht den Auftrieb beim Schwimmen. Die verringerte Wärmeabstrahlung lässt Infrarotaufnahmen des Eisbären praktisch nicht zu. Da das Fell Ultraviolettstrahlung nicht reflektiert, wurde die These aufgestellt, dass die äußeren Fellhaare als Lichtleiter die Strahlung auf die Haut leiten. Diese These wurde jedoch widerlegt, das Fell selbst absorbiert die Strahlung.

### Körperbau und Gang

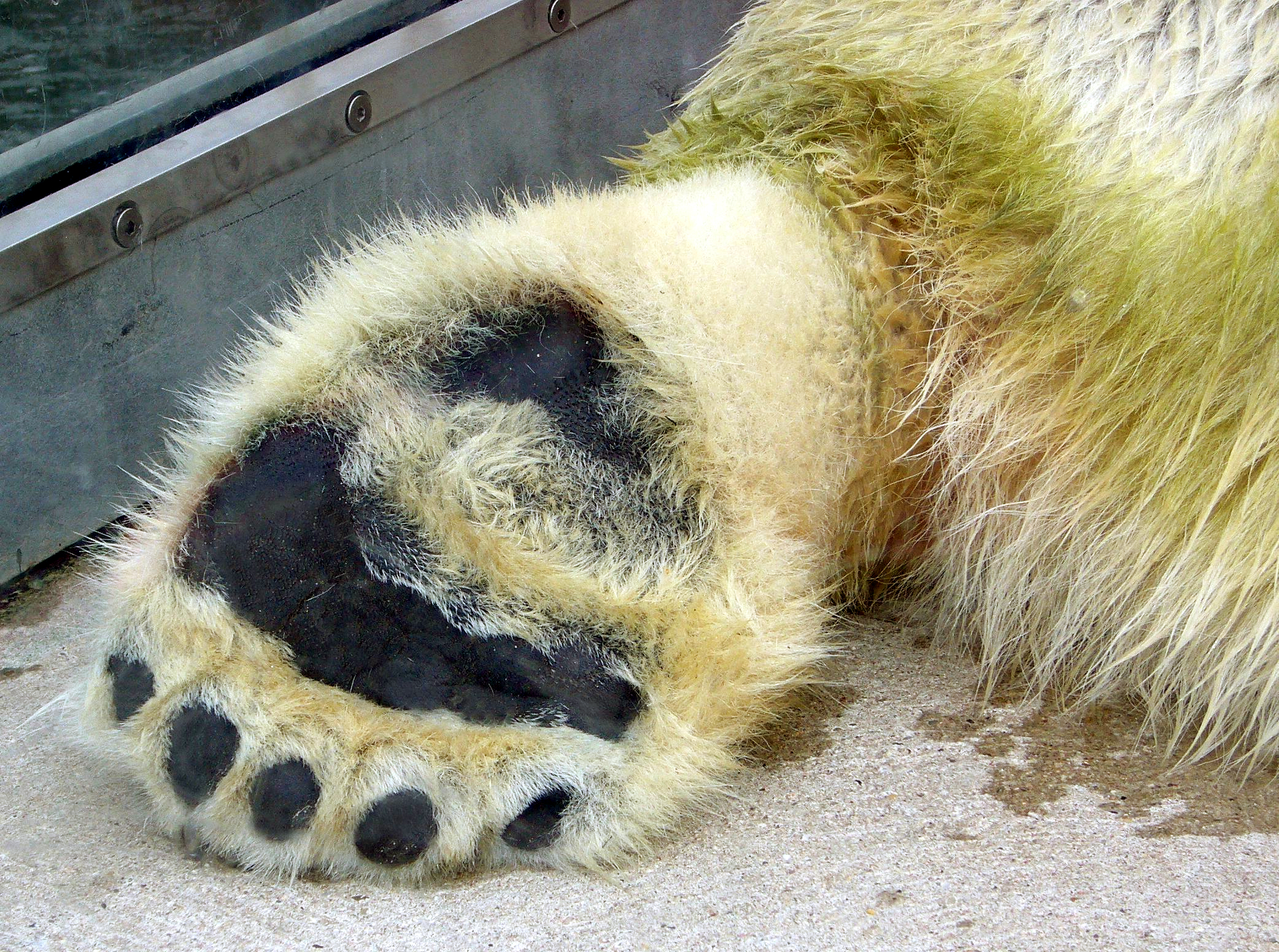
Behaarte Hintertatze

Beim Körperbau unterscheiden sich Eisbären von anderen Bärenarten durch einen längeren Hals und einen relativ kleinen, flacheren Kopf. Im Gegensatz zu den nahe verwandten Braunbären fehlt Eisbären der Muskelberg am Nacken. Die Augen sind verhältnismäßig klein. Die Ohrmuscheln sind nach vorn aufgerichtet und rund geformt. Wie die meisten Bären besitzen Eisbären 42 Zähne, und wie alle Bären sind sie Sohlengänger. Ihre Vorderbeine sind lang und kräftig; die großen Vordertatzen sind paddelförmig ausgebildet und mit Schwimmhäuten versehen, was ein schnelles Schwimmen ermöglicht. Auf den muskulösen Hinterbeinen können sich die Eisbären zu maximaler Höhe erheben (etwa bei Kämpfen oder für besseren Rundblick); die Hintertatzen dienen beim Schwimmen als Steuerruder. Die Fußsohlen sind dicht behaart, was dem Kälteschutz dient und auch das Ausrutschen auf dem Eis verhindert. Alle vier Pfoten sind jeweils mit fünf nicht einziehbaren Krallen bewehrt.

### Sinne
Der Geruchssinn der Eisbären ist – selbst im Vergleich zu anderen Raubtieren – ungewöhnlich gut ausgebildet. Auch das Gehör ist recht empfindlich. So erkunden Eisbären die Dicke der Eisfläche, indem sie auf das Eis schlagen und die Wasserreflexionen hören, um optimale Ansatzpunkte für das Aufbrechen von Wasserlöchern zu finden. Die Sehkraft dürfte dagegen ungefähr der des Menschen entsprechen.
In der Leber speichern Eisbären große Mengen an Vitamin A. Der Verzehr von Eisbärenleber kann beim Menschen deshalb zu einer A-Hypervitaminose führen, einer schwerwiegenden Gesundheitsstörung, die mit neurologischen Symptomen (Kopfschmerzen, Übelkeit, Pseudotumor cerebri) und Hautschäden wie Mundwinkelrhagaden einhergehen kann.

### Lebenserwartung
Das potentielle Höchstalter von Eisbären in freier Natur wird auf 25 bis 30 Jahre geschätzt, wobei die wenigsten Individuen das 20. Lebensjahr erreichen. In menschlicher Obhut können sie allerhöchstens 45 Jahre alt werden, wobei auch hier in der Regel mit knapp über 30 Jahren bereits ein sehr hohes Alter erreicht ist, welches für die meisten Bären das Maximum darstellt.

## Verbreitungsgebiet und Lebensraum

Weltkarte mit dem Verbreitungsgebiet des Eisbären

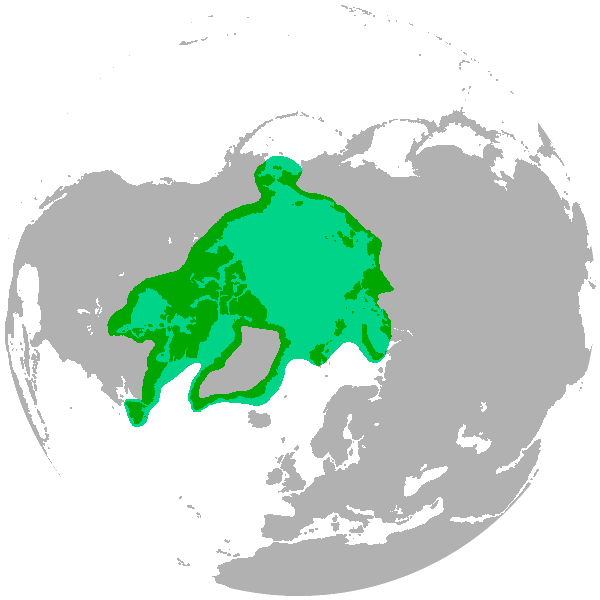
Darstellung der Nordhemisphäre mit dem Verbreitungsgebiet des Eisbären

Genetische Untergruppen des Eisbären: Ost-Grönland (EG), Barentssee (BS), Karasee (KS), Laptewsee (LP), Tschuktschensee (CS), Südliche Beaufortsee (SB), Nördliche Beaufortsee (NB), Viscount-Melville-Sund (VM), McClintock-Kanal (MC), Golf von Boothia (GB), Lancastersund (LS), Norwegian Bay (NW), Kane Basin (KB), Baffin Bay (BB), Davisstraße (DS), Foxe Basin (FB), Westliche Hudson Bay (WH), Südliche Hudson Bay (SH)

Eisbären sind ausschließlich in der Arktis verbreitet, und zwar zirkumpolar, also im Polargebiet rund um den Nordpol. Die meisten hocharktischen Eisbären halten sich das ganze Jahr über an den Küsten oder auf dem Meereis auf, um dort Robben zu jagen. Sie bevorzugen dabei Gebiete, in denen das Eis durch Wind und Meeresströmungen in Bewegung bleibt und immer wieder aufgerissen wird, wodurch eisfreie Stellen entstehen (Polynjas). Im Sommer halten sich Eisbären überwiegend an den südlichen Rändern des Treibeises auf. Mit Wintereinbruch wandern sie südwärts, den offenen Stellen folgend. An der Südküste der Hudson Bay (Kanada) sind die Tiere während des Sommers allerdings gezwungen, an Land zurückzukehren. Nach kilometerweiten Wanderungen ins Landesinnere müssen sie sich dann mit dem Wenigen begnügen, was ihnen Tundra und Taiga an Fressbarem bieten.
Lange Zeit galt die Auffassung, dass Eisbären ausgesprochene Wanderer seien, die der Bewegung des Eises großräumig rund um den Nordpol folgen. Neuere Beobachtungen ergaben jedoch, dass es eine größere Anzahl standorttreuer Populationen gibt (19 insgesamt). Hierzu gehören etwa die Eisbären des Wapusk-Nationalparks und des Ukkusiksalik-Nationalparks.
Eisbären kommen in jeweils meist mehreren Populationen in folgenden Erdregionen vor (mit Überschneidungen):
- auf Spitzbergen und dem Franz-Josef-Land (Barentssee-Population)
- im nördlichen kontinentalen Eurasien (Populationsbereiche: Karasee, Laptewsee, Tschuktschensee mit der Wrangelinsel[8])
- im nördlichen Alaska und in Kanada, vor allem auf den arktischen Inseln, aber auch entlang der Hudson Bay und an der Nordküste der Labrador-Halbinsel (Populationsbereiche: südliche Beaufortsee, nördliche Beaufortsee, Viscount-Melville-Sound, McClintock-Kanal, Lancaster-Sound, Norwegian Bay, Golf von Boothia, westliche Hudson Bay, südliche Hudson Bay, Foxe Basin, Davisstraße, Baffin Bay, Kane Basin)
- auf Grönland (Ost-Grönland-Population)
- rund um den Nordpol (Sammelpopulation des arktischen Beckens)

Die nördlichste geographische Breite, auf der Eisbären beobachtet wurden, beträgt 88°, die am weitesten südlich vorkommenden Tiere halten sich entlang der Hudson Bay und der Nordwestküste der sich etwas weiter südöstlich anschließenden James Bay auf. Regelmäßig werden vereinzelte Eisbären auch auf Neufundland und Island gesichtet.

## Lebensweise

### Aktivitätszeiten
Eisbären sind tagaktiv und vor allem während des ersten Tagesdrittels in Bewegung. Etwa 29 Prozent ihrer Zeit nehmen Wandern und Schwimmen in Anspruch und nur 5 Prozent sind dem Jagen und Fressen zuzurechnen. Etwa 66 Prozent ihrer Zeit verbringen sie jedoch schlafend, ruhend oder auf Beute lauernd. Das Säugen der Jungen erfolgt überwiegend zur Mittagszeit (Sonnenhöchststand).
Die Eisbären an der Südküste der Hudson Bay, die im Grenzbereich von Tundra und Taiga leben, legen sich während des Sommers zuweilen Erdmulden an, um den Permafrostboden zur Kühlung zu nutzen. Im Gegensatz zu anderen Bärenarten halten Eisbären jedoch keine Winterruhe, da der Winter für sie optimale Bedingungen zur Robbenjagd bietet. Bei extremen Wetterverhältnissen lassen sie sich einschneien und trotzen so auch starken Schneestürmen und Blizzards.
Nur trächtige Weibchen benutzen Höhlen (→ Fortpflanzung). Sie ziehen sich von Oktober oder November bis März in eine von ihnen selbst angelegte oder wieder hergerichtete frühere Geburtshöhle zurück. Während des Aufenthalts in der Höhle gehen Atemfrequenz und Herzschlag deutlich zurück. Da die Körpertemperatur dennoch nur leicht sinkt, stellt dieser Zustand keinen echten Winterschlaf, sondern nur eine Winterruhe dar. Die Körpertemperatur passt sich somit, anders als bei übrigen Bären, nicht an ein verringertes Nahrungsangebot an, sondern soll den Jungtieren nach der Geburt größtmöglichen Schutz bieten.

### Sozialverhalten
Eisbären sind wie alle Bären Einzelgänger, Mütter mit ihren Jungen ausgenommen. Das Jagdrevier eines Eisbären erstreckt sich zwar über einen Radius von rund 150 Kilometern, doch zeigen die Tiere kein ausgeprägtes Territorialverhalten, und die Reviere überlappen sich weitgehend. An Stellen mit reichem Nahrungsangebot jagt oft eine größere Zahl von Bären in verhältnismäßig geringem Abstand. Sogar während des wochenlangen Wartens auf das Zufrieren des Meeres zeigen selbst ausgewachsene männliche Eisbären untereinander oft erstaunlich tolerantes Verhalten, etwa bei ritualisierten Kampfspielen (dem „Sparring“).

### Fortbewegung
Eisbären sind sehr gute Schwimmer, jagen jedoch üblicherweise nicht im Wasser nach Beute. Schwimmend können sie mehr als fünf Kilometer in der Stunde zurücklegen. Tauchgänge von zwei Minuten bereiten ihnen keinerlei Schwierigkeit; die Tauchtiefe beträgt aber selten mehr als zwei Meter. An Land wandern Eisbären oft stundenlang über weite Strecken und bringen in der Stunde mehr als sechs Kilometer hinter sich. Kurze Sprints mit 30 Kilometer pro Stunde sind ihnen leicht möglich. Da sie sich dabei jedoch stark erhitzen, sind sie nicht in der Lage, solche Geschwindigkeiten lange durchzuhalten. So sind Eisbären in dieser Hinsicht Rentieren oder Karibus unterlegen.
Zwischen dem Spätaugust und Spätoktober 2008 schwamm ein mit einem Senderhalsband versehener ausgewachsener weiblicher Eisbär ununterbrochen eine Strecke von 687 km in neun Tagen. Danach legte das Weibchen schwimmend und über Eisschollen laufend noch eine Strecke von 1800 km zurück und verlor insgesamt 22 % seines Gewichts. Die gleiche Langzeitstudie von 52 weiblichen Eisbären legt den Schluss nahe, dass Langstreckenschwimmen eine Verhaltensreaktion auf die veränderten Eisbedingungen im Rahmen der globalen Erwärmung ist.
2014 gelang es erstmals, aus einer Eisbärenspur im Schnee Gewebsstücke zu gewinnen und die DNA eines (weiblichen) Eisbären zu analysieren. Der WWF sieht darin eine kostengünstige Methode zur Bestimmung von Populationsgrößen auch anderer Tierarten.

### Ernährung und Jagdverhalten

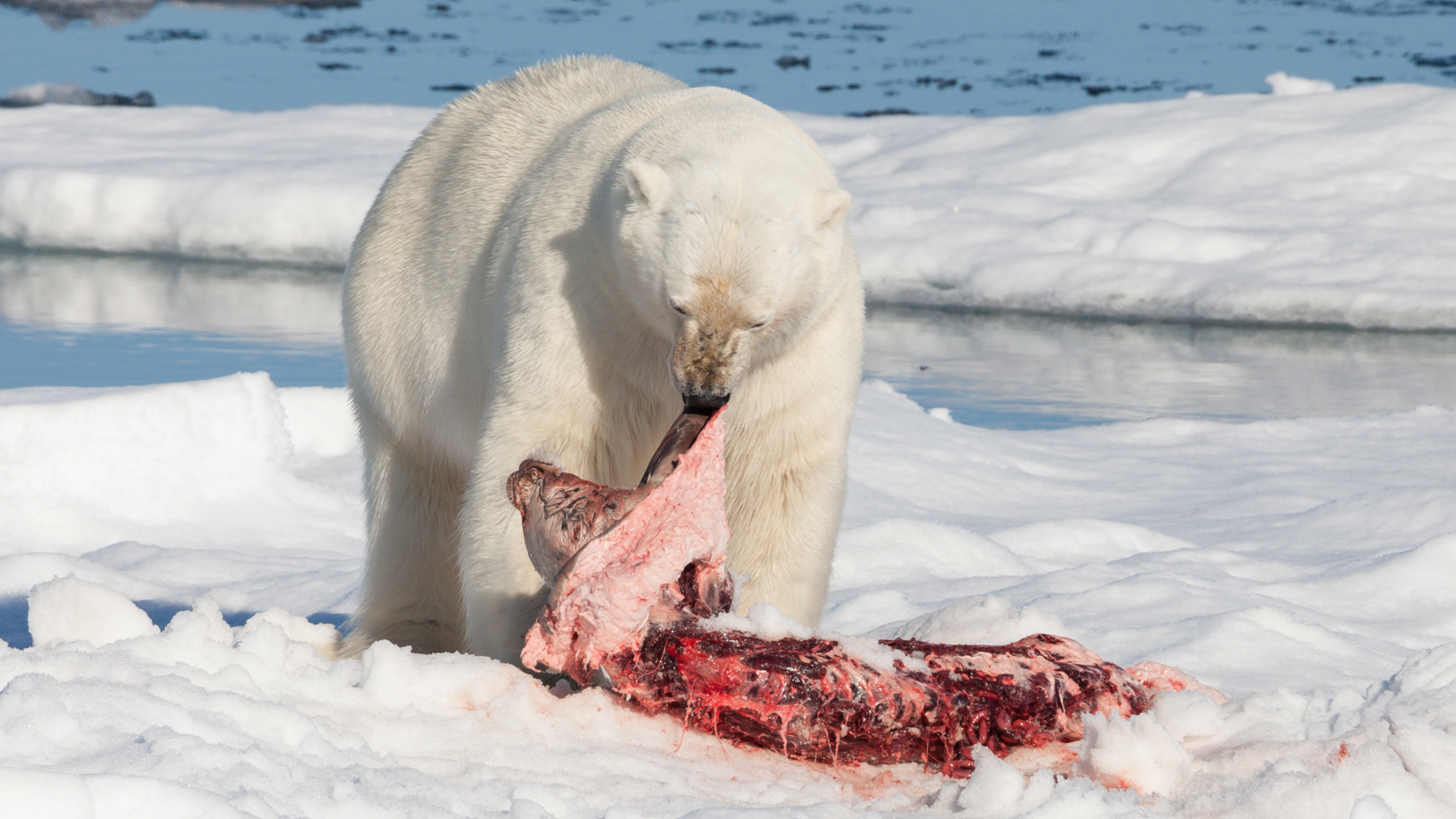
Eisbär beim Fressen

Von allen Bärenarten sind Eisbären am ausgeprägtesten auf Fleischversorgung angewiesen, aber wie die meisten Bären sind sie omnivor (Allesfresser). Sie stehen an der Spitze der natürlichen arktischen Nahrungskette, sind also Spitzenprädatoren. Den Hauptbestandteil ihrer Nahrung machen Robben aus, vorwiegend⁹ Ringelrobben, aber auch Bart- und Sattelrobben, Klappmützen sowie junge oder geschwächte Walrosse.
Im offenen Wasser gelingt es Eisbären kaum, Robben zu erbeuten. Während des Winters bieten sich dagegen auf Packeisfeldern an Eisspalten beste Jagdbedingungen. Eisbären können durch ihren guten Geruchssinn Robben in mehr als einem Kilometer Entfernung oder unter ein Meter dicken Eis- oder Schneeschichten aufspüren. Üblicherweise erbeuten sie Robben an deren Atemlöchern. Durch sein helles Fell getarnt ist der Eisbär an die Umgebung angepasst und wird vom Beutetier unter dem Wasserspiegel nur schwer wahrgenommen. An den Eislöchern harren die Jäger oft stundenlang aus, bis eine Robbe zum Luftholen an die Oberfläche kommt, und erlegen dann die Beute durch blitzschnellen Zugriff mit Gebiss und Pranken. Bei einer anderen beobachteten Jagdmethode wittern sie die oft winzigen Luftlöcher, unter denen sich sogenannte Robbenhöhlen befinden, aus enormen Entfernungen. Hier durchbrechen sie dann die Eisschicht unter Verwendung ihrer enormen Kraft und zerren die Beute dank des kräftigen Halses an die Oberfläche. Allerdings verläuft nur rund einer von zehn Fangversuchen erfolgreich.
Wohlgenährte Eisbären fressen vom frisch erlegten Beutetier nur Haut und Speck, der Rest bleibt liegen. Über die Beutereste machen sich schwächere Bären oder Polarfüchse her, aber auch aasfressende Seevögel wie Möwen. Viele Polarfüchse haben sich regelrecht darauf spezialisiert, Nahrungsreste von Eisbären zu verwerten.
Exakte Zahlen zur Menge der Nahrungsaufnahme der Eisbären lassen sich nicht angeben, da sie sehr unregelmäßig und an ihre arktischen Lebensverhältnisse angepasst fressen. Sie verzehren ein enormes Quantum, wenn sie wochen- oder monatelang gehungert haben. Mit ihrem großvolumigen Magen, der im Vergleich zu anderen Raubtieren überdimensioniert ist, sind sie in der Lage, auch sehr große Nahrungsmengen zu sich zu nehmen und dann wieder wochenlang zu hungern.

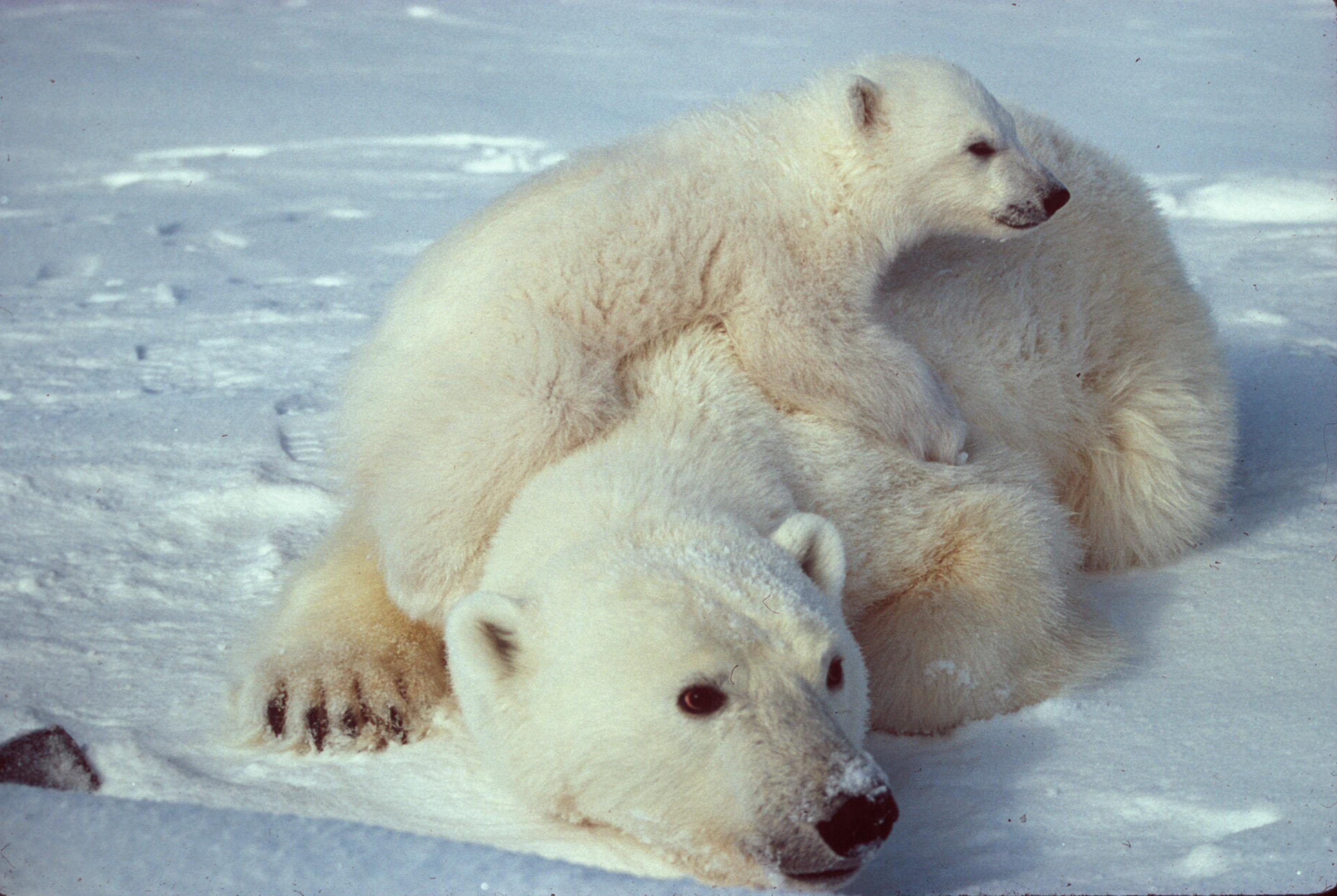
Eisbärmutter mit Jungtier

Eisbären sind die Raubtiere mit dem größten Fettverzehr. Extremfälle sind bekannt, bei denen sich Eisbären bis zu 150 Kilogramm über ihr Durchschnittsgewicht angefressen haben und so über einen im Körper gespeicherten Vorrat von mehr als einem Jahr verfügten. Generell stellen sich Eisbären in Regionen, wo sie nicht regelmäßig Beute machen können, von normalem Stoffwechsel auf Fasten um und halten dies vier bis acht, selten sogar zwölf Monate durch, in denen sie sich dann meist nur Seetang oder Seegras zuführen, um das Verdauungssystem aktiv zu halten.
Zur Nahrung von Eisbären zählen außer Robben und Walrossen auch Kleinsäuger, etwa Erdhörnchen, Lemminge und Wühlmäuse, sowie Vögel, Vogeleier und Fische. Gelegentlich erlegen sie laufbehinderte Rentiere und noch seltener kleine Narwale und Weißwale. Vor allem im Sommer, wenn das Nahrungsangebot gering ist, verzehren Eisbären Kadaver oder von Jägern zurückgelassene Fleischreste und pflanzliche Materialien. Aufgrund der Globalen Erwärmung geht die Eisbedeckung zurück. Viele Eisbären sind daher immer häufiger gezwungen, neue Nahrungsquellen auf Land zu erschließen. Auf Grönland und Spitzbergen konnte beobachtet werden, dass von ihnen dabei vermehrt Brutkolonien von Enten und Gänsen angegangen und die Gelege geplündert wurden.
Nur selten können Eisbären in schnee- und eisfreien Regionen beobachtet werden. Dort kommen sie auch einer vegetarischen Ernährung nach, bevorzugt suchen sie in Nordamerika Rauschbeeren und Schwarze Krähenbeeren.
Im Gegensatz zu anderen Bären, wie z. B. dem Grizzlybär, sind Eisbären keine geschickten Fischfänger. Da jedoch die Jagd auf Robben aufgrund des Klimawandels für immer längere Zeiträume nicht möglich ist, wurden mittlerweile auch Eisbären beim Fischfang beobachtet. Unabhängig voneinander zeigen Populationen dieses neue Verhalten sowohl in Kanada (beobachtet an der Westspitze von Prince Patrick Island) als auch in Russland (Filmaufnahmen von der Wrangelinsel).

### Fortpflanzung

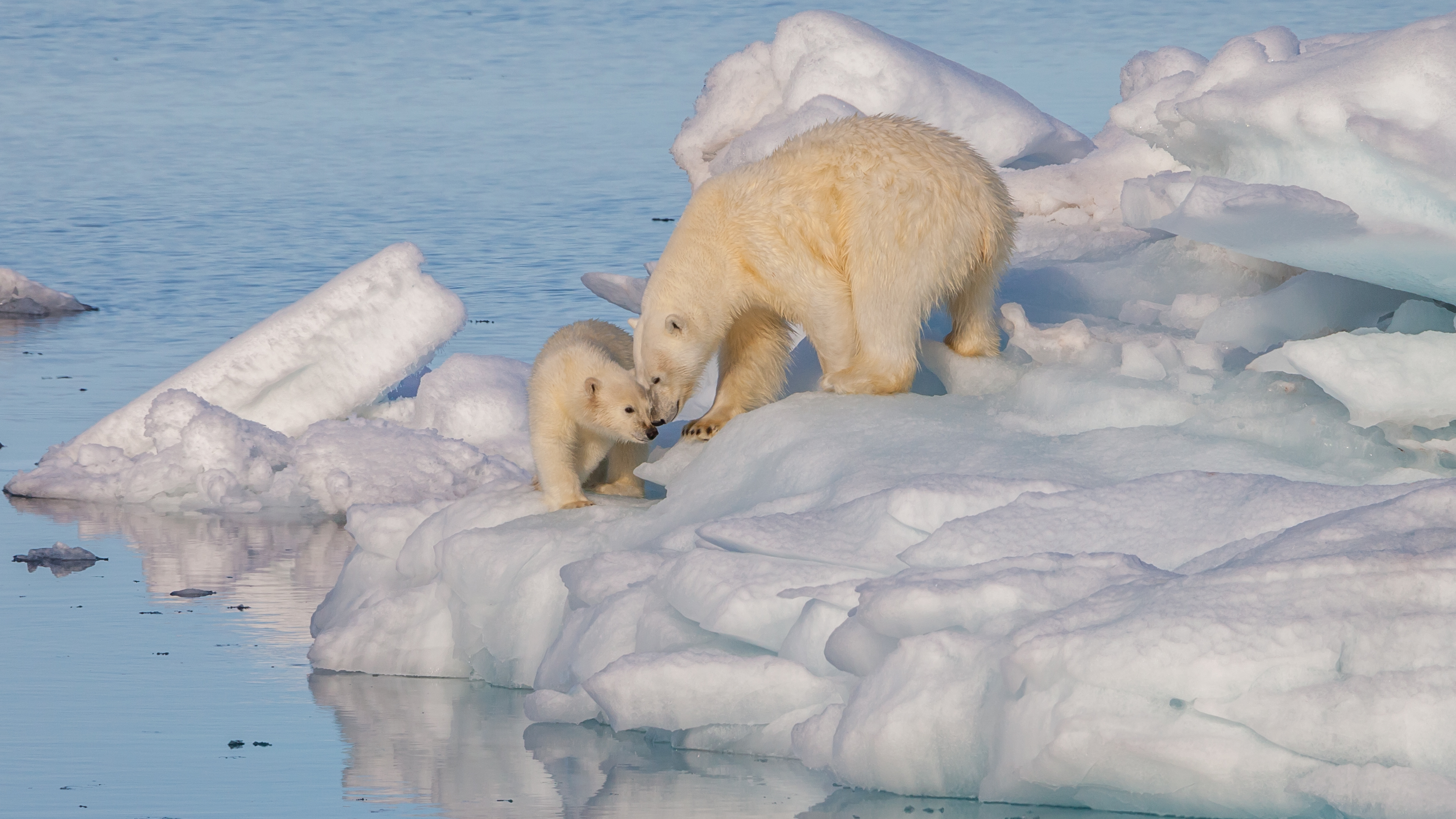
Weiblicher Eisbär mit einem Nachkommen

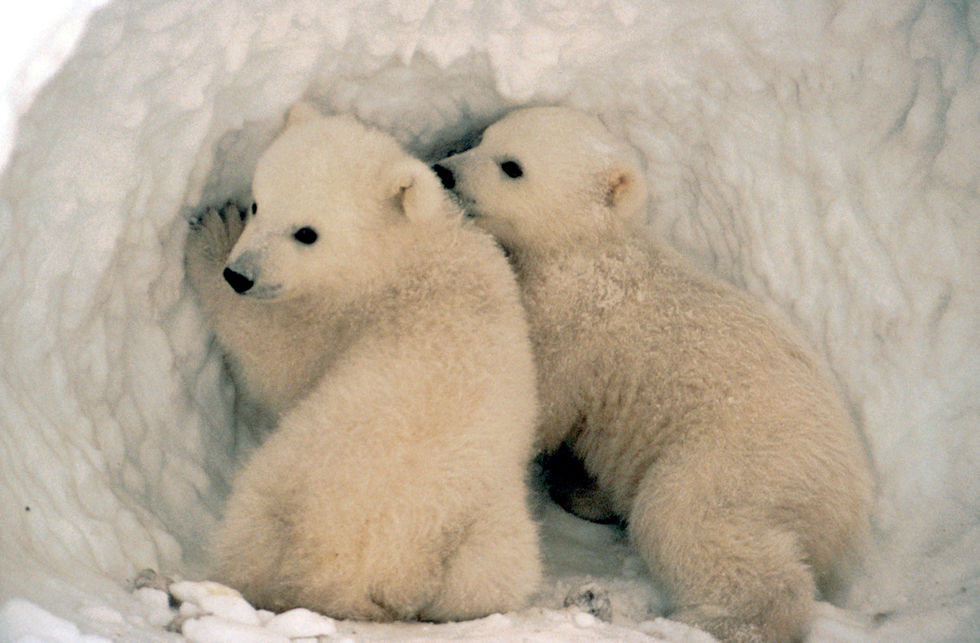
Junge Eisbären

Die rund eine Woche dauernde Paarungszeit fällt, je nach nördlicher Breite, in die Monate März bis Juni. Die Zeit von der Befruchtung bis zur Geburt beträgt etwa acht Monate. Allerdings kommt es erst Ende August, Anfang September zur Einnistung des Eies und damit zu einer zwei bis drei Monate dauernden eigentlichen Tragzeit. Dies ist ein natürlicher Schutzvorgang; falls die werdende Mutter durch Nahrungsmangel im Sommer zu sehr ausgehungert ist, wird das Ei vor der Einnistung resorbiert und die Trächtigkeit abgebrochen.
Die Geburt der Jungen erfolgt zwischen November und Januar, also im Winter. Trächtige Weibchen beziehen etwa einen Monat vor der Geburt eine Geburtshöhle, in der sie Winterruhe halten (s. o.). Die Höhle besteht aus einer Vertiefung, die in den womöglich torfigen Boden gegraben und mit Schnee überwölbt wird. Hierdurch ergibt sich ein einen bis drei Meter langer, oft steil nach oben gerichteter Tunnel mit einer ovalen Kammer, die ein Volumen von etwa drei Kubikmetern hat. Der Eingang dieser Geburtshöhlen wird gewöhnlich als Kältefalle ausgestaltet. Die Weibchen verlassen diese Geburtshöhle mit ihren Jungen erst vier Monate später (im März oder April). Die Gegenden, in denen die Weibchen ihre Jungen gebären, werden als „Denning Areas“ (Höhlengebiete) bezeichnet.
Das in seiner Ausdehnung größte Geburtshöhlengebiet der gesamten Arktis liegt im kanadischen Wapusk-Nationalpark, der sich an der Südküste der Hudson Bay rund 70 Kilometer südöstlich der Stadt Churchill, zwischen dem Nelson River und Cape Churchill ausdehnt („Wapusk“ ist die Bezeichnung der Cree-Indianer für „weißer Bär“). Große kanadische Höhlengebiete erstrecken sich außerdem um die Mündung des Winisk River in die Hudson Bay (südöstlich des Wapusk-Nationalparks), um die Agu Bay an der Westküste der Baffininsel nahe dem westlichen Ende der Fury-und-Hecla-Straße und entlang der zum Ukkusiksalik-Nationalpark gehörenden Wager Bay sowie in der Nordwestecke der Hudson Bay. Außerhalb Kanadas befinden sich ausgedehnte Geburtshöhlengebiete in Alaska, auf Grönland, auf Spitzbergen und auf der Wrangelinsel im Nordosten Sibiriens.
Der Wurf besteht aus einem bis (äußerst selten) vier, überwiegend jedoch zwei etwa kaninchengroßen, bei der Geburt sehr fein behaarten, zunächst noch blinden und tauben Jungen von 400 bis 900 Gramm Gewicht. In den ersten beiden Monaten erreichen sie ein Gewicht von 10 bis 15 Kilogramm und ihr weißes Fell wird immer dichter. Die Jungen werden 1½ bis 2½ Jahre gesäugt. Während dieser Zeit lernen sie das Jagdverhalten der Mutter und werden schließlich von ihr verlassen. Unter den harten Bedingungen der Arktis überlebt nur etwa die Hälfte der Jungtiere die ersten fünf Jahre.
Wie auch bei Braunbären, so ist die Tötung von Jungtieren durch ausgewachsene männliche Eisbären nicht ungewöhnlich. Der Tod der Jungen löst beim Weibchen erneute Paarungsbereitschaft aus, sodass sich die Wahrscheinlichkeit, eigenen Nachwuchs zu zeugen, dadurch für das Männchen erhöht. Die Tatsache, dass junge Eisbären mitunter nicht nur getötet, sondern auch gefressen werden, ist daher keine Folge eines knappen Nahrungsangebots, sondern dient in erster Linie der Erhöhung der eigenen Nachkommenschaft. So lange ausgewachsene Bären eine Gefahr für ihre Jungen darstellen, weichen Eisbärmütter diesen daher meist gezielt aus oder versuchen, sie mit Drohgebärden zu verjagen, um einen Kampf zu vermeiden.
Eisbären werden mit etwa fünf bis sechs Jahren geschlechtsreif. Ab einem Alter von etwa 20 Jahren geht die Fruchtbarkeit der Weibchen deutlich zurück.

## Eisbären und Menschen

### Bedrohungen und Schutz
Schon vor der Berührung mit Europäern jagten die indigenen Völker Nordasiens und Nordamerikas Eisbären, insbesondere wegen des Eisbärfells und des Specks. Im 20. Jahrhundert intensivierte sich die Bejagung aufgrund der kommerziellen Nutzung aller Körperteile, vor allem aber aus reinem Vergnügen (Trophäenjagd). Die ausgiebige Nutzung von Flugzeugen zur Lokalisierung der Tiere und als Transportmittel führte zu drastischem Schrumpfen der Populationen in den 1950er- und 1960er-Jahren auf weltweit insgesamt 5.000 bis 10.000 Tiere. Im Jahr 1973 beschlossen Kanada, die Vereinigten Staaten, Dänemark (für Grönland), Norwegen (für Svalbard) und die Sowjetunion ein Abkommen, das die Jagd einschränken, die Habitate schützen und die gemeinsame Forschung verstärken sollte. Die Jagd durch Trophäenjäger ist weiterhin in Kanada, dem Land mit dem größten Eisbärbestand, sowie seit 2005 wieder in Grönland erlaubt und wird offiziell durch Jagdquoten beschränkt. Hobbyjäger zahlen für die Jagd auf einen Eisbären bis zu 30.000 Euro. Kanada und Grönland unterzeichneten im Oktober 2009 ein Abkommen, welches die Jagdquoten auf ein nachhaltiges Maß begrenzen soll. Darüber hinaus gibt es Sonderregelungen für indigene Völker. Ein Antrag der USA nach einem strikten Handelsverbot außerhalb der fünf Länder mit Eisbär-Population wurde im März 2010 auf der Konferenz der Vertragsstaaten des Washingtoner Artenschutzabkommens in Doha unter anderem mit den Stimmen der Europäischen Union abgelehnt.
In jüngerer Zeit sind allerdings zwei weitere Faktoren für die Bedrohung der Eisbären maßgeblich geworden. Zum einen wird durch die verstärkte Förderung von Erdöl und Erdgas in den arktischen Regionen ihr Lebensraum eingeschränkt. Insbesondere die Gebiete, in denen sich die Weibchen zur Winterruhe und zur Geburt zurückziehen, werden hierdurch in Mitleidenschaft gezogen. Zum anderen wird befürchtet, dass die Lebensräume der Eisbären durch die globale Erwärmung generell drastisch zurückgehen würden. Bei dem prognostizierten Rückgang des arktischen Meereises sei zu erwarten, dass bis Mitte des 21. Jahrhunderts 2/3 der gegenwärtigen Eisbärenpopulation verloren gehe. Verschwindet das Meereis komplett, sei es unwahrscheinlich, dass die Eisbären als Art überleben. Die IUCN führte im Jahr 2015 den Eisbär im Status gefährdet (vulnerable). Den Bestand schätzte sie auf ca. 26.000 Tiere, die Bestandsentwicklung ist demnach unklar.
Die Biologen Ian Stirling und Andrew Derocher von der University of Alberta in Kanada kamen in einer vielbeachteten Studie (Stirling/Derocher 2012) zu dem Schluss:
„Wenn das Klima sich wie prognostiziert erwärmt und das Meereis schwindet, werden Eisbären bis zur Mitte des Jahrhunderts aus den südlichen Teilen ihres Lebensraumes weitgehend verschwinden. Mag sein, dass sie im hohen Norden auf den kanadischen Arktis-Inseln und im nördlichen Grönland für die absehbare Zukunft überleben; aber langfristig ist ihr Bestand – mit einer stark reduzierten Weltpopulation in einem Rest ihres einstigen Siedlungsgebiets – unsicher.“

### Angriffe auf Menschen

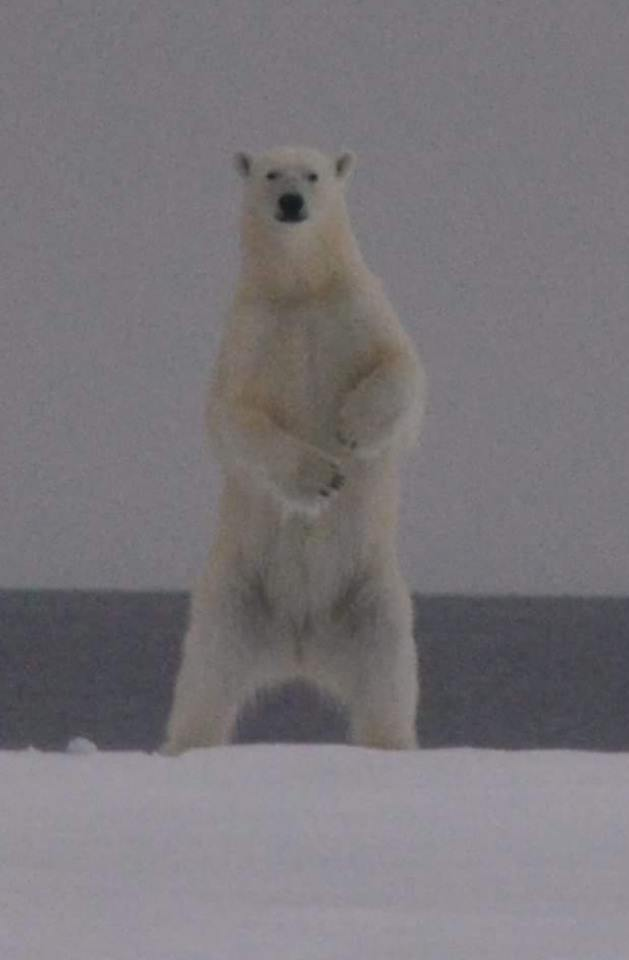
Männlicher Eisbär (3,35 m) auf der Baffininsel, Nunavut

Im Gegensatz zu anderen Bären sehen Eisbären den Menschen grundsätzlich als Beute. Wegen der dünnen Besiedlung der Arktis und der diesbezüglichen Bewusstheit der Bewohner kommt es verhältnismäßig selten zur Konfrontation, aber es wird trotzdem von Zeit zu Zeit über für Menschen tödliche Begegnungen berichtet. Am häufigsten erfolgen Angriffe durch Halbwüchsige sowie Muttertiere mit ihren Jungen. Zum Schutz gegen Eisbären ist z. B. auf Spitzbergen durch den Statthalter jedermann angehalten, außerhalb von Ortschaften mit geeigneten Abwehrmitteln ausgerüstet zu sein.
Dabei wird das Führen einer großkalibrigen Büchse empfohlen.
Auf Spitzbergen sind seit 1970 sechs Touristen von Eisbären getötet worden, etwa 50 Eisbären wurden in Notwehr erschossen. Der letzte tödliche Angriff auf einen Menschen ereignete sich im August 2020, als ein niederländischer Angestellter des Campingplatzes von Longyearbyen in seinem Zelt getötet wurde. Im Februar 2019 wurde von Spitzbergen, Grönland und Nowaja Semlja ein vermehrtes Auftreten von Eisbären in Wohngegenden von Menschen und über Konflikte berichtet.

### Eisbären in der Kultur

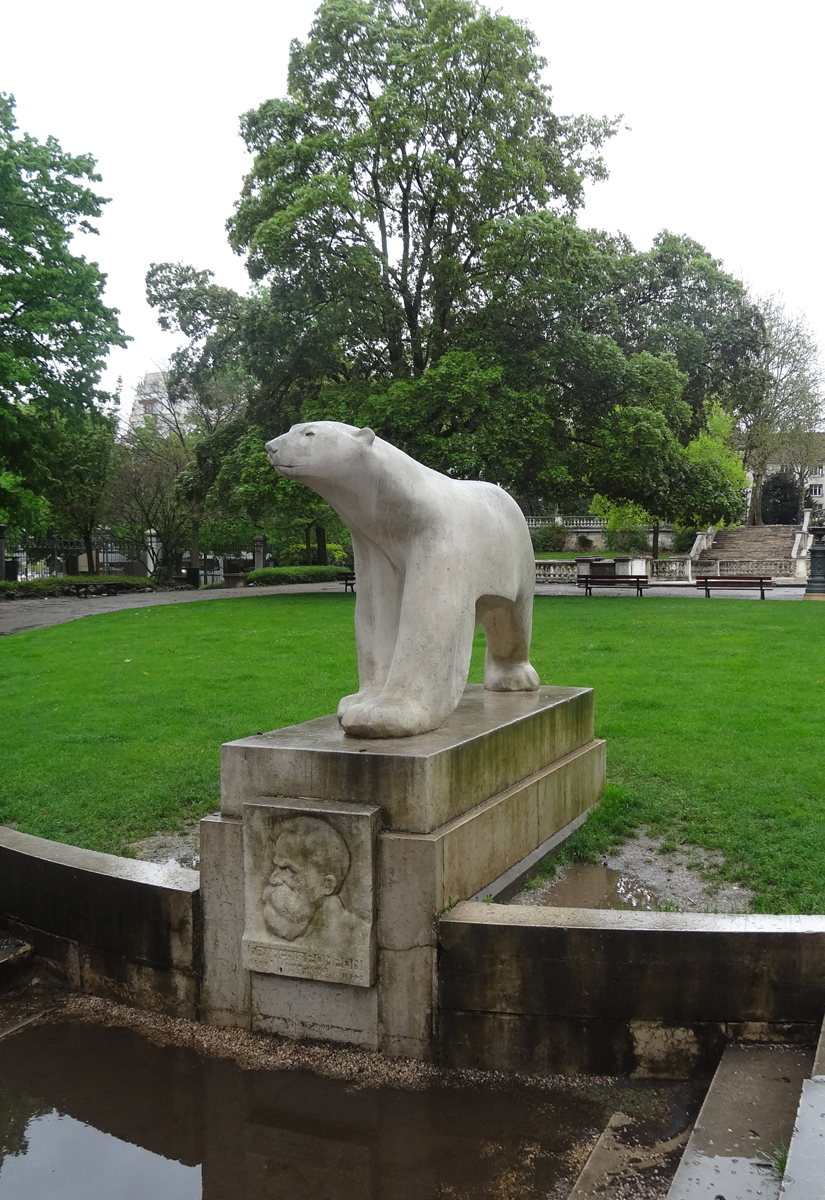
Eisbärenskulptur von François Pompon in Dijon

In der Mythologie der Eskimos spielt „Nanuq“ (Inuktitut-Wort für Eisbär, englisch geschrieben: Nanook) generell eine bedeutende Rolle. Regional gab es sogar einen Mythos, wonach ein besonders hervorgehobener Eisbär „Herr der Eisbären“ sei und entscheiden könne, ob sich die Jäger den Regeln gemäß verhielten; erst danach sei eine erfolgreiche Eisbärenjagd möglich. Auch von anderen arktischen Völkern sind ähnliche Mythen bekannt. Bis heute ziert der Eisbär das Wappen Grönlands und auch andere Wappen und Flaggen nordischer Länder. Beispiele sind Norilsk und Dikson in Russland sowie Hammerfest in Norwegen.
Die grönländischen Inuit nennen den Eisbären „Angalatooq“ (Der Große Wanderer) aufgrund der extremen Distanzen, die diese Tiere auf der Nahrungssuche zurücklegen. Innerhalb ihrer traditionellen Reviere unternehmen die Tiere ausgedehnte Wanderungen, oft tausende Kilometer pro Jahr.
In der animistischen Tradition der Inuit wird der Eisbär aufgrund seiner Intelligenz, Kraft, Furchtlosigkeit und Ausdauer als das stärkste Totemtier verehrt. In Ostgrönland wird er auch „Tornassuk“ genannt, der Herr der helfenden Geister.
In Literatur und Film, vor allem für Kinder, kommen immer wieder Eisbären vor. Die Beliebtheit von Fernsehsendungen und Fotobüchern über Eisbären ist seit Jahren ungebrochen. Ein bekanntes Beispiel ist die Bilderbuchserie Der kleine Eisbär von Hans de Beer. Auch in Werken für älteres Publikum, die in der Arktis spielen, kommen regelmäßig Eisbären vor, teils als Bestandteil der Kultur der Einheimischen, als auch als lebensbedrohliche Gefahr für die Figuren.
1981 erschien im Zuge der Neuen Deutschen Welle das populäre Lied Ich möchte ein Eisbär sein der Schweizer Gruppe Grauzone.
2004 startete die internationale animierte Serie Bernard mit 156 Episoden und einem neugierigen ungeduldigen Eisbären als Hauptfigur.
2007 und 2008 wurden zwei junge Eisbären namens Knut und Flocke, die in deutschen zoologischen Gärten geboren worden waren, ein globales Medienphänomen.
Einige amerikanische Zoos feiern seit 2004 den 27. Februar als „Welteisbärentag“ (World Polar Bear Day), was inzwischen auch von verschiedenen Naturschutz- und Tierschutzorganisationen übernommen wurde. Durch den „internationalen Tag des Eisbären“ soll auf die Bedrohung des Lebensraumes dieser Raubtiere aufmerksam gemacht und die Schutzbestrebungen erhöht werden.
Das als Logo gefasste Bild eines Eisbären auf einer kleinen Eisscholle steht seit etwa 2018 für die Klimakrise.

## Systematik

### Äußere Systematik
Aufgrund der Unterschiede im Körperbau wurde der Eisbär zeitweise in eine eigene Gattung Thalarctos eingeordnet. Jüngere Systematiken ordnen ihn aber generell in die Gattung Ursus ein, zu der unter anderem auch Braunbär und Schwarzbär gezählt werden. Der nächste Verwandte des Eisbären ist der Braunbär.
Aus einer DNA-Analyse der Mitochondrien wurde 2010 abgeleitet, dass sich die Arten vor rund 150.000 Jahren aufspalteten. Diese genetischen Untersuchungen von mitochondrialer DNA hatten nahegelegt, dass manche Braunbärpopulationen näher mit dem Eisbären verwandt seien als untereinander. Daher galt der Braunbär bis vor kurzem als Paradebeispiel für eine „paraphyletische Art“, das angeführt wurde, um das traditionelle Artkonzept infrage zu stellen. Eigentlich hätte man dann nämlich den Eisbären als Unterart des Braunbären ansehen können.
Neue genetische Studien haben diese Sichtweise nun widerlegt. Ein umfassender Vergleich des Erbguts aus dem Zellkern kam zum Ergebnis, dass sich die Abspaltung von Eis- und Braunbär bereits vor 338.000 bis 934.000 Jahren ereignete, also viel früher, als auf der Basis von Analysen mitochondrialer DNA abgeschätzt wurde. Diese Studie wurde seither durch weitere Studien bestätigt, und nun gilt der Eisbär phylogenetisch gesehen als eigenständige und wohl differenzierte Art, als Geschwisterart des Braunbären.

### Hybridbildung zwischen Eis- und Braunbär

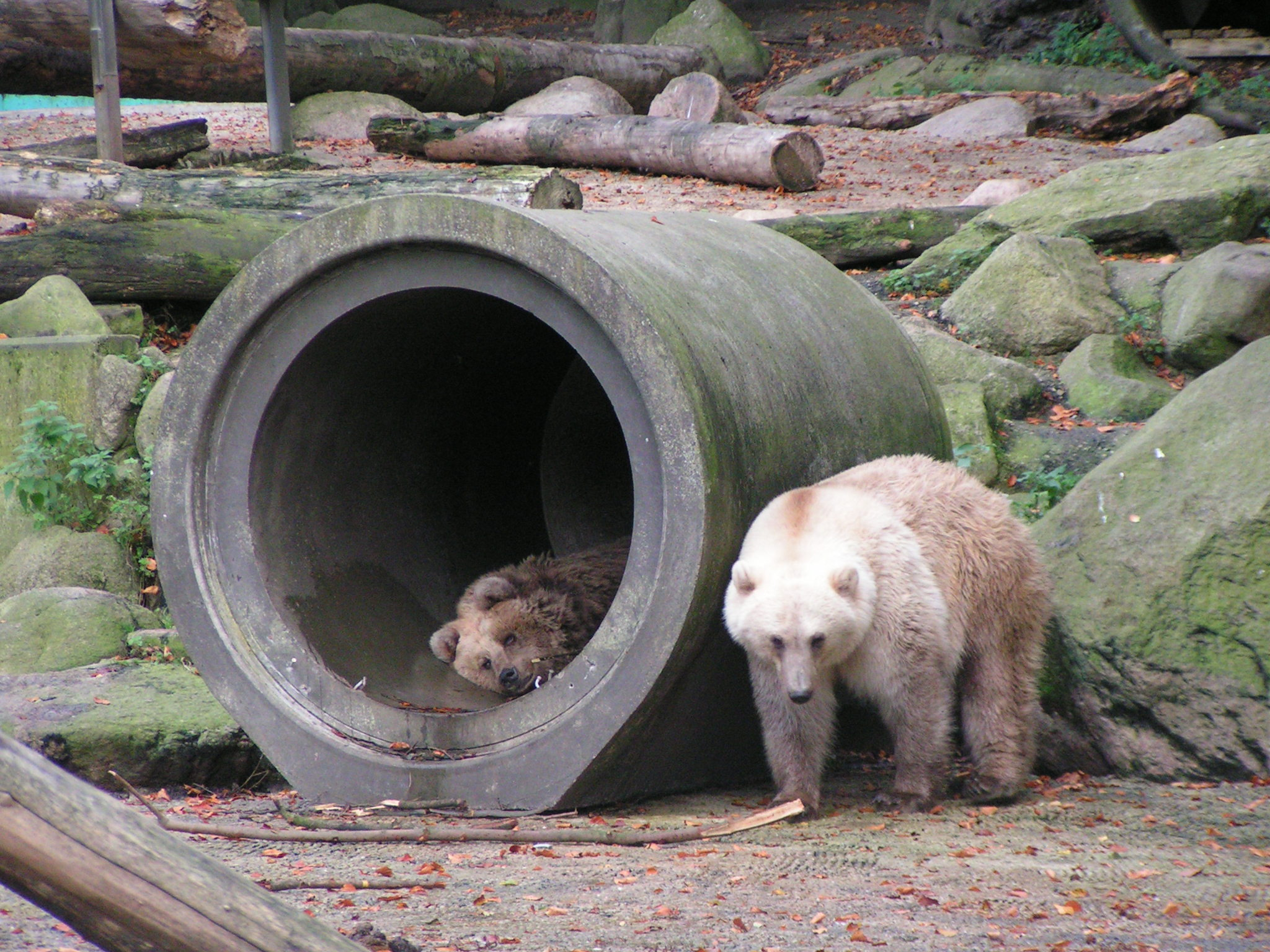
Pizzlie-Bären im Zoo Osnabrück

Eisbären und Braunbären sind untereinander kreuzbar und können fruchtbare Nachkommen zeugen, die in Nordamerika als „Grolar bear“, „Pizzly bear“, „Grizzlar“ oder „Nanulak“ bezeichnet werden. Eine Hybridisation zwischen beiden Arten war lange nur von Zootieren bekannt. Am 16. April 2006 erlegte jedoch ein Jäger, Jim Martell aus dem US-Staat Idaho, in der Nähe von Sachs Harbour auf Banks Island (Nordwest-Territorien, Kanada) einen vermeintlichen Eisbären, dessen Fell nicht richtig weiß oder gelblich war. Das Fell des Bären zeigte eher ein sehr helles Braun, wie es bei hellen Grizzlybären, einer Unterart des Braunbären, vorkommt. Eine DNA-Analyse durch Experten des Umweltministeriums der Nordwest-Territorien ergab, dass es sich bei dem erlegten Tier überraschenderweise um einen Hybriden aus Eisbär und Grizzlybär handelte. Normalerweise verhalten sich beide Bärenarten sehr feindselig, falls sie sich überhaupt in der Arktis begegnen. Außerdem paaren sich Eisbären üblicherweise auf dem Eis und Grizzlys auf dem Festland, weshalb eine Paarung zwischen beiden Arten bislang als unwahrscheinlich galt. Infolge der globalen Erwärmung wandern Grizzlybären weiter nach Norden in Territorien, in denen vorher ausschließlich der Eisbär die Familie der Bären vertrat. Dies führte zur Kreuzung beider Arten.